# Escadrille SPA 37
L'escadrille SPA 37 est une unité de l'Armée de l'air française créée début 1915. Elle reste active en 2015 au sein de l'escadron de chasse 1/91 Gascogne.

## MS 37
Escadrille de reconnaissance constituée le 23 janvier 1915 à Châteaufort sous le commandement du Capitaine Quillien et équipée de Morane-Saulnier Parasol. Mise à la disposition de la IIIe armée en février 1915, elle opère sur l’Argonne depuis Sainte-Menehould. Elle reçoit ses premiers Nieuport à partir de juillet 1915, passe de dix à douze pilotes et participe à l’offensive de Champagne.

## N 37
Rebaptisée N 37 le 20 septembre 1915, l'escadrille quitte le terrain de Pierrefitte pour Melette et, à partir de 1916, participe aux opérations à Verdun. 
Début avril 1916, le capitaine Quillien est abattu et remplacé par le capitaine Feierstein, alors que les premiers Nieuport 11 « Bébé » arrivent, transformant la N 37 en escadrille de combat offensif. Le 2 juillet, l’escadrille 37 est mise à la disposition de la VIe armée sur le front de la Somme et déménage pour Cachy. Simultanément, elle est intégrée au groupe de combat 12. Elle perd treize pilotes durant cette année 1916.
Repassée sous contrôle de la IIIe armée, elle fait mouvement sur Plessis le 25 janvier 1917, rejoignant le groupe de chasse 13 qu’elle abandonne le 7 mars pour le GC 15 et le terrain de La Cheppe, mise à la disposition de la IVe armée. Elle perçoit alors ses premiers chasseurs biplans Spad et, pour singulariser les avions de son escadrille au sein du GC 15, le capitaine Feierstein décide de remplacer les lettres individuelles blanches jusque-là peintes dans un cercle blanc sur les flancs des Nieuport par un Condor en vol. Ce volatile changera plusieurs fois de forme et de couleur, mais l’escadrille devient rapidement celle des « Charognards ».
Fin mars 1917, l'un des futurs meilleurs as au palmarès de la chasse de 1914-1918 a intégré l'escadrille : Bernard Barny de Romanet. C’est au sein de cette formation nouvellement équipée de Spad S.VII que, le 3 mai 1917, sur le Chemin des Dames, au-dessus de Craonne, il remporte sa première victoire, fait d’armes par lequel, le 23 mai, il se voit attribuer la médaille militaire.

## SPA 37
Après avoir participé aux opérations en Champagne, la SPA 37 (depuis mai 1917) opère sur le front de Verdun du 26 juillet 1917 au 10 février 1918. Le capitaine de Bonnevay, qui en a pris le commandement le 20 décembre 1917, est remplacé le 5 février 1918 par le capitaine Paumier. Quelques jours plus tard l’escadrille gagne Beauzée et est engagée dans les opérations destinées à contenir la nouvelle offensive allemande dans l’Aisne et la Somme. Le 29 mai 1918 elle fait mouvement sur Raray. Le capitaine Paumier décède, avec deux autres militaires (Caporal de 2e classe René Labarrere et Sergent Auguste Louis Brechat), le 4 juin 1918 à 22H30 d'un éclat d'obus dû au bombardement du terrain du groupe des divisions d'entraînement du  Plessis-Belleville (il est inhumé à Meudon. l'acte de décès est dressé par le Capitaine Bevin Auguste officier de détails à l'escadre de combat No 1 au parc d'aviation 115 officier d'état civil sur la déclaration du Lt Poupon et S/Lt Lannes tous deux affectés à l'escadrille SPA 37. Cet acte a été transcrit le 31/07/1918 par Paul Uginet adjoint au maire du 16e arrondissement de Paris. acte de décès No 320). Le capitaine Paumier est mentionné sur le monument aux Morts situé dans le cimetière d'Ermenonville mais avec une faute à son nom car il est inscrit Pommier. Il est remplacé par le capitaine Poupon alors que les pilotes font la chasse au Drachen dans le secteur du Chemin des Dames. 
Repliée sur Roissy-en-France pour réorganisation, elle est à nouveau en Champagne en juin et juillet 1918 (IVe armée), puis sur la Marne et sur le front nord-est en septembre (Xe Armée). Stationnée à Nancy-Ochey elle soutient enfin la VIe armée américaine durant les offensives sur Saint-Mihiel et la Meuse.

## Bilan de la Première Guerre mondiale
Repliée à Melette le 11 novembre 1918, la SPA 37 revendique 85 victoires, dont 50 homologuées. Durant la guerre elle a compté dans ses rangs le lieutenant Bernard Barny de Romanet (18 victoires dont 10 à l’escadrille), le sous-lieutenant Fernand Guyou (12 victoires), le capitaine Poupon (8 victoires), le sergent Coupillaud (6 victoires) et le sous-lieutenant Lienhart (6 victoires), mais aussi le capitaine Louis Couhé futur Président Fondateur d'Aéroports de Paris et un pilote de nationalité chinoise, le sergent Étienne Tsu.

## D'une guerre à l'autre
Le lendemain de l’Armistice la 37e escadrille passe à Gondreville, puis à Azelot le 8 décembre. Le 1er janvier 1920 elle devient 2e escadrille du 1er régiment aérien de chasse de Thionville (Ier groupe). Elle est alors entièrement équipée de SPAD S.XIII.
Devenue 5e escadrille du 33e régiment aérien mixte de Mayence (IIe groupe) le 1er juin 1924 après rééquipement sur Nieuport NiD.29 puis 8e escadrille (IIIe groupe) du 3e régiment aérien de chasse de Châteauroux le 1er juillet 1930, il fut rééquipé sur Nieuport NiD.62 avant de devenir la 4e escadrille du GC II/3 le 19 septembre 1933. Son histoire se confond alors avec celle de ce groupe.

## Aujourd'hui
Le 1er juillet 1947 le groupe de chasse II/3 est dissous, remplacé par le groupe de chasse 1/4 Dauphiné. Le Dauphiné prend ensuite la désignation d'escadron de chasse 1/4 tout en étant stationné sur la base de Luxeuil.
L'escadron de chasse 1/4 Dauphiné est dissous en 2010. 
L'escadrille renaît le 25 juin 2012 au sein de l'escadron de chasse 1/91 Gascogne sur la BA 113 de Saint-Dizier.